# لورا نونينك
لورا نونينك (مواليد 26 يناير 1995) هي لاعبة هوكي حقل هولندية تلعب لصالح منتخب هولندا.

## وصلات خارجية
- لورا نونينك على موقع الاتحاد الدولي للهوكي (الإنجليزية)
- لورا نونينك على موقع اللجنة الأولمبية الدولية (الإنجليزية)
- لورا نونينك على موقع أوليمبيديا (الإنجليزية)
- لورا نونينك على موقع تيم أن.أل (الهولندية)